# Светлоград (аэродром)
Светлоград — законсервированный (аэродром расконсервировали в 2024 году) военный аэродром в Ставропольском крае, расположенный северо-западнее города Светлограда, в окрестностях села Благодатное и хутора Носачёв.

## История
C 1969 по 1993 год аэродром принадлежал Ставропольскому высшему военно-авиационному училищу лётчиков и штурманов и использовался (наряду с аэродромом Холодногорский) для учебных полётов курсантов. Полёты выполнялись на самолётах Л-39, МиГ-15, Су-15.
В 1975 году была закончена постройка бетонной ВПП вместо грунтовой.
В 1993 году в связи с перепрофилированием училища и приостановкой подготовки лётчиков полёты на аэродроме были приостановлены, а в 1998 году с аэродрома были выведены последние части обеспечения, после чего аэродром был заброшен.

## Лётные происшествия
29 апреля 1991 года произошла авария самолёта Л-39 под управлением курсанта 3 курса Пушкарёва С. Г.
Курсант выполнял полетное задание по упражнению 14 КБП УС ПВО-87: «Полет по маршруту на визуальную ориентировку». На 39 мин полета при заходе на посадку при полете от первого ко второму развороту, в зоне ответственности РБЗ, на высоте 600 м и скорости 350 км/ч после прохода ДПРС на самолете сработала сигнализация «ТВГ-700». Обороты двигателя упали до 47 %. Курсант доложил о случившемся руководителю полетов и по его команде на высоте 420 м и скорости 330 км/ч благополучно катапультировался. Причиной ЛП явился отказ двигателя из-за попадания птицы в его проточную часть.

## Галерея
- Су-15 на аэродроме 1982 год.
- Вид на аэродром 1982 год.
- Ряд Су-15 1982 год.